# Адыге-Хабльский район
Ады́ге-Ха́бльский райо́н — административно-территориальная единица и муниципальное образование (муниципальный район) в составе Карачаево-Черкесской Республики Российской Федерации.
Административный центр — аул Адыге-Хабль.

## География

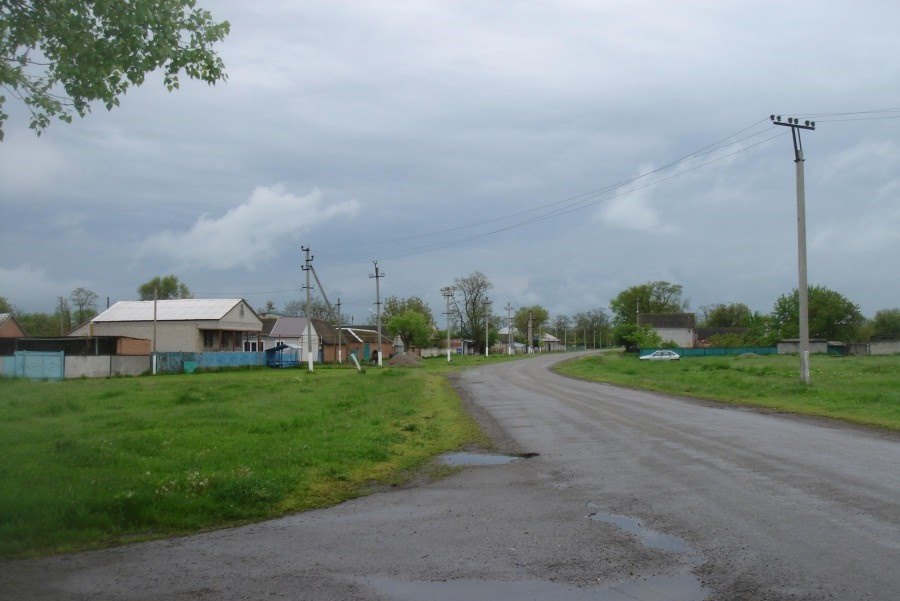
Аул Старо-Кувинск

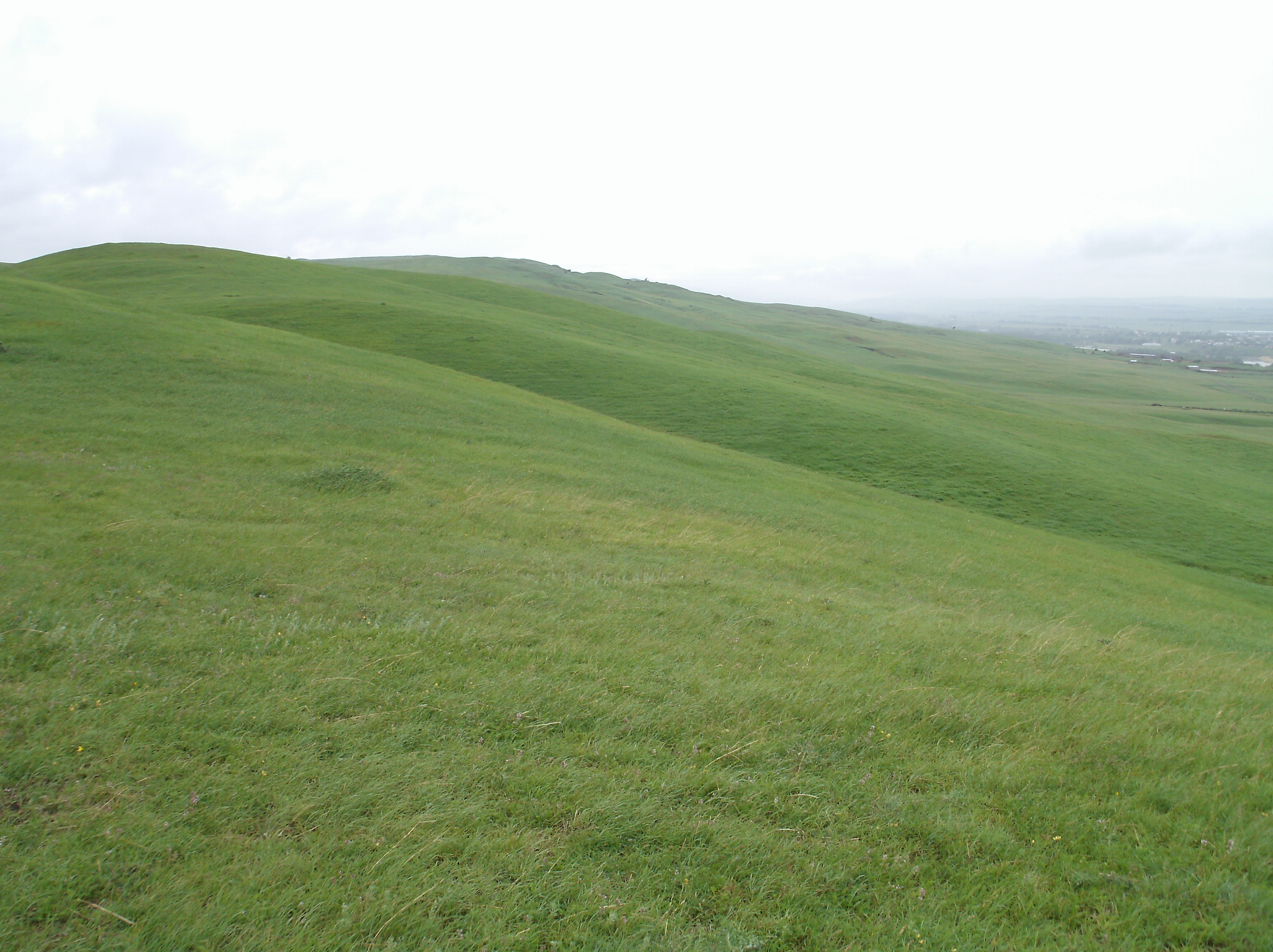
Луговая степь в районе аула Адыге-Хабль

Адыге-Хабльский район расположен в северо-западной части республики и граничит с землями Хабезского и Абазинского районов на юге, с Отрадненским районом Краснодарского края на западе, с Кочубеевским районом Ставропольского края на севере, с Прикубанским районом на востоке, а также с Ногайским районом, который делит территорию Адыге-Хабльского района на две неравные части.
По зональному районированию территория района с севера на юг делится на 2 зоны — равнинную и предгорную, равнины заметно преобладают. Средние высоты на территории района колеблются от 400 до 700 метров над уровнем моря.
Гидрографическая сеть на территории района представлена в основном реками. Наиболее крупные — Кубань, Большой Зеленчук, Малый Зеленчук, Большой Щеблонок и Малый Щеблонок.
Общая площадь территории района составляет 323,37 км² (с 2008 года).

## История
С 1935 по 1956 годы в составе Черкесской автономной области существовал Икон-Халкский район, районным центром которого сначала был аул Икон-Халк, а с конца 1936 года — аул Адыге-Хабль. В 1935—1953 годах в АО существовал также Кувинский район, с центром в ауле Эрсакон. В 1953 году он был присоединён к Икон-Халкскому району, а в 1956 году Икон-Халкский район был упразднён. В 1957 году на базе Черкесской АО была воссоздана Карачаево-Черкесская автономная область, в её рамках 15 января 1957 года был создан Адыге-Хабльский район, в состав которого вошли 5 сельсоветов: Адыге-Хабльский, Апсуанский, Старо-Кувинский, Эркин-Юртский и Эрсаконский.
23 ноября 1960 года из Старо-Кувинского сельского совета был выделен Грушанский сельсовет. 8 мая 1962 года аул Эркен-Шахар получил статус рабочего посёлка и был выведен из состава Адыге-Хабльского сельсовета, образовав Эркен-Шахарский поссовет. 1 февраля 1963 года Адыге-Хабльский район был преобразован в Адыге-Хабльский сельский район.
Всего в КЧАО 1 февраля 1963 года были образованы вместо существующих 6 сельских районов: Адыге-Хабльский (центр аул Адыге-Хабль), Зеленчукский (центр станица Зеленчукская), Карачаевский (центр город Карачаевск), Малокарачаевский (центр село Учкекен), Прикубанский (центр станица Усть-Джегутинская), Хабезский (центр аул Хабез).
12 января 1965 года Президиум Верховного Совета РСФСР постановил:
- упразднить Урупский промышленный район Карачаево-Черкесской автономной области;
- образовать Урупский район — центр станица Преградная;
- Адыге-Хабльский, Зеленчукский, Карачаевский, Малокарачаевский, Прикубанский и Хабезский сельские районы Карачаево-Черкесской автономной области преобразовать в районы.

31 декабря 1966 года из Адыге-Хабльского сельского совета был выделен Адиль-Халкский сельсовет. 20 октября 1971 года из Адыге-Хабльского сельского совета был выделен Икон-Халкский сельсовет. 11 марта 1987 года из Прикубанского района в Адыге-Хабльский был передан Садовский сельский совет. 25 января 1992 года рабочий посёлок Эркен-Шахар был преобразован в сельский населённый пункт, а Эркен-Шахарский поселковый совет, соответственно — в Эркен-Шахарский сельсовет.
29 октября 1993 года все сельсоветы района были преобразованы в сельские администрации.
В 2008 году из состава Адыге-Хабльского района был выделен Ногайский район в пределах 5 сельских поселений (Адиль-Халкское, Икон-Халкское, Эркен-Халкское, Эркен-Шахарское и Эркен-Юртское).

## Население
| 1970    | 1979    | 1989    | 2002    | 2010    | 2011    | 2012    | 2013    | 2014    |
| ------- | ------- | ------- | ------- | ------- | ------- | ------- | ------- | ------- |
| 26 887  | ↘25 326 | ↗26 814 | ↗28 426 | ↘16 186 | →16 186 | ↘15 943 | ↘15 816 | ↗15 856 |
| 2015    | 2016    | 2017    | 2018    | 2019    | 2020    | 2021    | 2023    | 2024    |
| ↗15 887 | ↘15 739 | ↘15 712 | ↗15 729 | ↘15 652 | ↗15 683 | ↗16 413 | ↗16 419 | ↘16 364 |
| 2025    |         |         |         |         |         |         |         |         |
| ↗16 376 |         |         |         |         |         |         |         |         |

### Национальный состав
По данным Всероссийских переписей населения 2002 (включая территорию ныне самостоятельного Ногайского района) и 2010 годов:
| Народ                     | 2010 год         | 2002 год         |
| ------------------------- | ---------------- | ---------------- |
| черкесы                   | 6 323 (39,1 %)   | 5 364 (18,9 %)   |
| абазины                   | 4 827 (29,8 %)   | 3 766 (13,2 %)   |
| русские                   | 1 602 (9,9 %)    | 4 158 (14,6 %)   |
| карачаевцы                | 989 (6,1 %)      | 1 111 (3,9 %)    |
| ногайцы                   | 738 (4,6 %)      | 11 621 (40,9 %)  |
| турки                     | 431 (2,7 %)      | 322 (1,1 %)      |
| греки                     | 421 (2,6 %)      | 363 (1,3 %)      |
| татары                    | 159 (1,0 %)      | 409 (1,4 %)      |
| другие                    | 574 (3,5 %)      | 1 312 (4,6 %)    |
| не указана национальность | 122 (0,8 %)      | —                |
| всего                     | 16 186 (100,0 %) | 28 426 (100,0 %) |

По итогам переписи населения 2020 года проживали следующие национальности (национальности менее 1 % и другое, см. в сноске к строке «Другие»):
| Национальность | Численность, чел. | Доля     |
| -------------- | ----------------- | -------- |
| Черкесы        | 6930              | 42,22 %  |
| Абазины        | 5018              | 30,57 %  |
| Карачаевцы     | 1341              | 8,17 %   |
| Русские        | 1287              | 7,84 %   |
| Ногайцы        | 567               | 3,45 %   |
| Турки          | 469               | 2,86 %   |
| Греки          | 283               | 1,72 %   |
| Другие         | 589               | 3,59 %   |
| Итого          | 16 413            | 100,00 % |

Половозрастной состав
По данным Всероссийской переписи населения 2010 года:
| Возраст     | Мужчины, чел. | Женщины, чел. | Общая численность, чел. | Доля от всего населения, % |
| ----------- | ------------- | ------------- | ----------------------- | -------------------------- |
| 0 — 14 лет  | 1 695         | 1 636         | 3 331                   | 20,58 %                    |
| 15 — 59 лет | 5 137         | 5 495         | 10 632                  | 65,69 %                    |
| от 60 лет   | 803           | 1 419         | 2 222                   | 13,73 %                    |
| не указан   | 0             | 1             | 1                       | 0,01 %                     |
| Всего       | 7 635         | 8 551         | 16 186                  | 100,0 %                    |

Мужчины — 7 635 чел. (47,2 %). Женщины — 8 551 чел. (52,8 %).
Средний возраст населения: 35,0 лет. Средний возраст мужчин: 33,4 лет. Средний возраст женщин: 36,5 лет.
Медианный возраст населения: 32,5 лет. Медианный возраст мужчин: 31,2 лет. Медианный возраст женщин: 33,8 лет.

## Муниципальное устройство
В Адыге-Хабльский муниципальный район входят 7 муниципальных образований со статусом сельского поселения: 
| № | Сельское поселение | Административный центр | Количество населённых пунктов | Население | Площадь, км² |
| - | ------------------ | ---------------------- | ----------------------------- | --------- | ------------ |
| 1 | Адыге-Хабльское    | аул Адыге-Хабль        | 1                             | ↗4492     | 11,75        |
| 2 | Апсуанское         | аул Апсуа              | 4                             | ↘2016     | 101,50       |
| 3 | Вако-Жилевское     | аул Вако-Жиле          | 1                             | ↗1229     | 32,23        |
| 4 | Грушкинское        | хутор Грушка           | 4                             | ↘1756     | 43,76        |
| 5 | Садовское          | село Садовое           | 1                             | ↗2046     | 37,82        |
| 6 | Старо-Кувинское    | аул Старо-Кувинск      | 1                             | ↘1457     | 30,79        |
| 7 | Эрсаконское        | аул Эрсакон            | 3                             | ↗3358     | 65,52        |

## Населённые пункты
Распределение населения района
 а. Адыге-Хабль (27,21 %) а. Эрсакон (14,69 %) с. Садовое (12,92 %) а. Старо-Кувинск (8,88 %) а. Вако-Жиле (7,45 %) Остальные (28,85 %)
В Адыге-Хабльском районе 15 сельских населённых пунктов.
| №  | Населённый пункт | Тип   | Население | Сельское поселение |
| -- | ---------------- | ----- | --------- | ------------------ |
| 1  | Абаза-Хабль      | аул   | ↘522      | Грушкинское        |
| 2  | Адыге-Хабль      | аул   | ↗4456     | Адыге-Хабльское    |
| 3  | Апсуа            | аул   | ↗1100     | Апсуанское         |
| 4  | Баралки          | аул   | ↘319      | Апсуанское         |
| 5  | Вако-Жиле        | аул   | ↗1220     | Вако-Жилевское     |
| 6  | Грушка           | хутор | ↗298      | Грушкинское        |
| 7  | Дубянский        | хутор | ↘214      | Апсуанское         |
| 8  | Киево-Жураки     | хутор | ↘354      | Эрсаконское        |
| 9  | Мало-Абазинск    | аул   | ↘553      | Грушкинское        |
| 10 | Ново-Кувинск     | аул   | ↘629      | Эрсаконское        |
| 11 | Садовое          | село  | ↗2116     | Садовское          |
| 12 | Спарта           | село  | ↘431      | Апсуанское         |
| 13 | Старо-Кувинск    | аул   | ↘1454     | Старо-Кувинское    |
| 14 | Тапанта          | аул   | ↘406      | Грушкинское        |
| 15 | Эрсакон          | аул   | ↘2405     | Эрсаконское        |

## Органы местного самоуправления
Структуру органов местного самоуправления муниципального образования составляют:
1. Совет местного самоуправления Адыге-Хабльского муниципального района — выборный представительный орган района;
2. Председатель совета местного самоуправления Адыге-Хабльского муниципального района — высшее должностное лицо района;
3. Местная администрация Адыге-Хабльского муниципального района — исполнительно-распорядительный орган района;
4. Глава местной администрации Адыге-Хабльского муниципального района — глава исполнительной власти в районе.

Глава местной (районной) администрации
- Дерев Эдуард Вячеславович (с 11 октября 2017 года)

Председатель районного совета местного самоуправления
- Агба Мурат Михайлович (с 19 июня 2018 года)

Адрес администрации Адыге-Хабльского муниципального района: аул Адыге-Хабль, ул. Советская, д. 16.

## Экономика
Основную роль в экономике муниципального района играют: в сфере промышленности — производство продуктов питания и стройматериалов, в сельском хозяйстве (около 1/4 от общего объёма выпуска товаров) — растениеводство и животноводство мясо-молочного направления. В районе имеется около 50 сельскохозяйственных предприятий и фермерских хозяйств. На полях Адыге-Хабльского района выращиваются в основном зерновые и масличные культуры, сахарная свёкла.